# Vasco Marinelli
Vasco Marinelli (Città di Castello, 16 luglio 1950) è un ex calciatore italiano, di ruolo difensore.

## Caratteristiche tecniche
Giocava come libero.

## Carriera
Nella stagione 1968-1969 gioca 28 partite in Serie D con la maglia del Città di Castello, formazione della sua città natale; a fine anno viene ceduto ai campioni d'Italia in carica della Fiorentina, con cui nella stagione 1969-1970 gioca nelle giovanili, disputando però anche 4 partite ufficiali con la prima squadra; in particolare, Marinelli disputa tutti gli incontri della Coppa Anglo-Italiana, disputata tra il 2 e il 23 maggio del 1970 e chiusa dai viola al secondo posto nella classifica delle squadre italiane (senza quindi approdare alla finale).
Nel 1970 la Fiorentina cede Marinelli al Cesena, formazione di Serie B, con cui il difensore umbro nella stagione 1970-1971 gioca stabilmente da titolare, disputando 33 incontri nel campionato cadetto; rimane in rosa nei romagnoli anche per la stagione 1971-1972, nella quale disputa altre 7 partite nel torneo cadetto, per poi essere ceduto a fine stagione al Modena, squadra di Serie C. Con i canarini nella stagione 1972-1973 esordisce in terza serie, terminando il campionato con 37 presenze; nella stagione 1973-1974 scende invece in campo 31 volte, mentre nella stagione 1974-1975 contribuisce alla vittoria del campionato giocando 34 partite. Rimane infine al Modena anche per una quarta stagione, la 1975-1976, nella quale gioca 6 partite in Serie B.
Nella stagione 1976-1977 torna a giocare in Serie C, questa volta con la maglia della Salernitana, con cui gioca 35 partite in campionato e 3 partite in Coppa Italia Semiprofessionisti.

## Palmarès

### Club

#### Competizioni nazionali
- Campionato italiano Serie C: 1

Modena: 1974-1975 (girone B)